# Проспект Георгия Гонгадзе
Проспе́кт Гео́ргия Гонга́дзе (укр. проспе́кт Гео́ргія Гонга́дзе) — проспект в Подольском районе города Киева, жилой массив  Виноградарь. Пролегает от проспекта Правды до проспекта Свободы. Примыкает к улице Косенко.

## История
Спроектирован в 1960-х годах под названием Новая улица. С 1971 года  — проспект Советской Украины (укр. проспект Радянської України). Современное название в честь украинского журналиста Георгия Гонгадзе — с 2007 года.
С северо-запада к проспекту примыкает сосновый бор, а юго-западнее имеется Синее озеро с небольшим пляжем. На проспекте в 2005—2006 годах был построен и сдан в эксплуатацию жилой комплекс, состоящий из четырёх 22-этажных зданий (№№ 18Д, 18Е, 18Ж, 18З).

## Учреждения и заведения
- Подольское районное управление юстиции г. Киева (дом № 5-Б)
- Общеобразовательная школа № 6 (дом № 20-И)
- Финансовый лицей (дом № 32-Е)
- Общеобразовательная специализированная школа № 257 (дом № 7-Б)
- Музыкальная школа № 35 (дом № 9-А)

## Транспорт
По состоянию на 2015 год общественный транспорт представлен автобусным маршрутом № 102, троллейбусными маршрутами № 26, 35, маршрутными такси № 228, 437, 439, 472, 502, 587. Основные направления: станция метро «Нивки», Куренёвка и Подол.

## Культовые сооружения
На нечётной стороне в конце проспекта расположена церковь Владимирской иконы Божией Матери. Конфессионально принадлежит Украинской православной церкви Московского патриархата. Деревянная однокупольная церковь возведена в 2009 году.

## Галерея

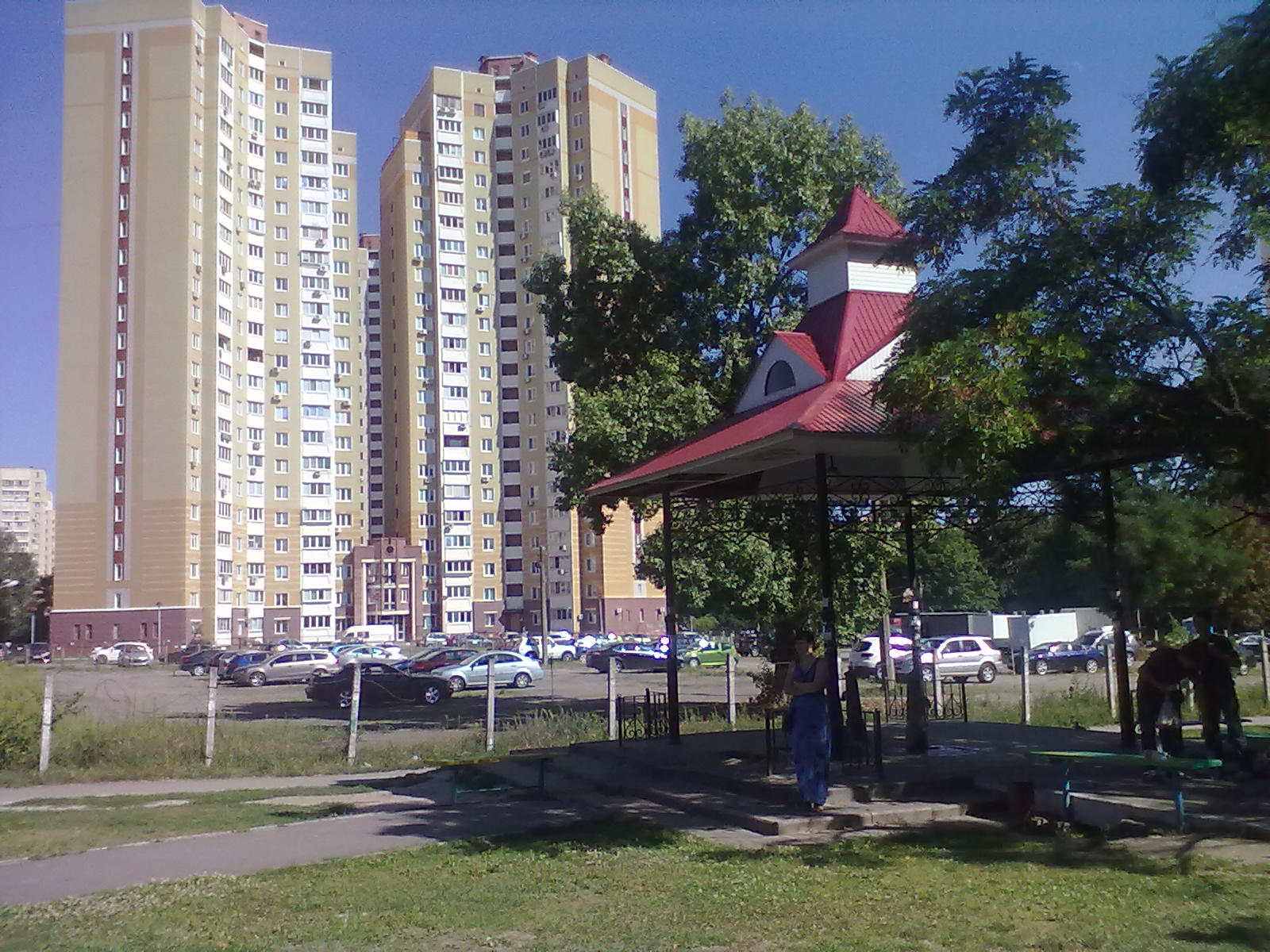
Жилые дома, построенные в 2005—2006 годах
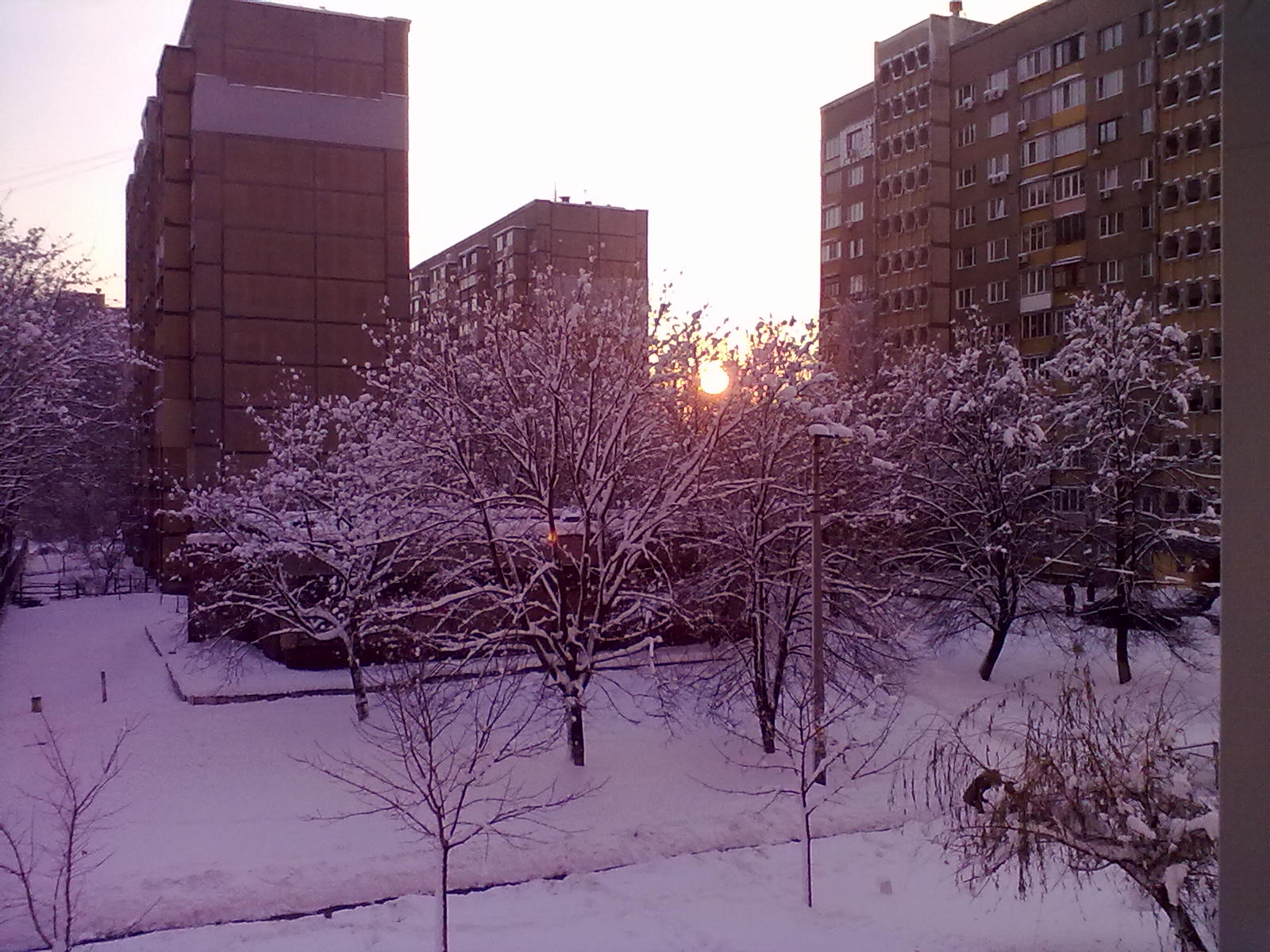
Дома № 18б и № 18г
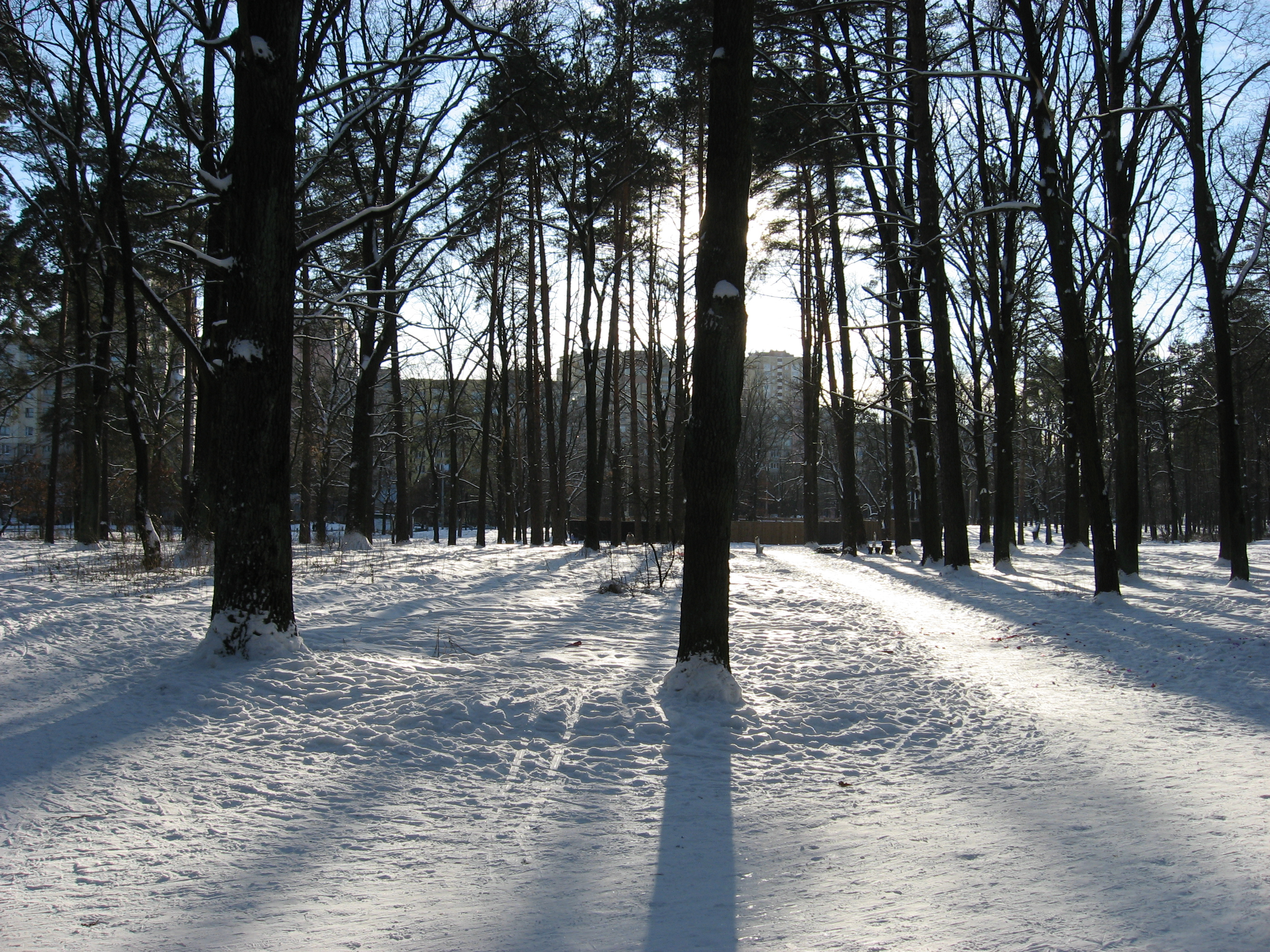
Сосновый лес близ ресторана «Фортеця», проспект Гонгадзе.